# 東衛水庫
東衛水庫位於臺灣澎湖縣馬公市東衛里，為澎湖本島重要的地面水庫之一，也是該縣第三大水庫，目前由台灣自來水公司第七區管理處負責營運維護。

## 沿革

### 背景
澎湖本島地區於臺灣清領時期即有人口居住，較有系統性之自來水系統則在臺灣日治時期開始發展，但當時水源均以抽取井水為主。直到第二次世界大戰戰後澎湖區人口激增下，當時的台灣省自來水公司延續著臺灣總督府抽取地下水的方針增補水源。
然而大量抽取地下水的後果便導致地下水位下降，於1949年的觀測紀錄93公尺，直到1968年觀測到水位大幅下降到27.9公尺，平均每年約下降3.2公尺，部分深井遭海水入侵，淡水鹽化等供水危機，仍無法滿足澎湖本島用水需求，才開始朝興建地面水庫與海水淡化廠方向發展。
東衛水庫現址前身為當地人俗稱「下田」的低窪盆地，並且也是東衛居民重要的耕作良田之一。

### 興建與啟用
1970年代臺灣省政府水利局開始推動澎湖地區地面水庫開發，依序在1972年10月25日、1978年4月18日陸續開工興建成功水庫與興仁水庫，並於1979年接續開發澎湖本到第三座也是第三大水庫，東衛水庫。
東衛水庫由臺灣省政府水利局第六工程處設計，於1979年5月1日動工興建，並分兩期施工，於1981年4月底完工，總投資金費為新臺幣4,900百萬元。水庫完工啟用後移交台灣省自來水公司第七區管理處澎湖營運所維護管理，水庫供應水源至成功淨水場，與成功、興仁等水庫聯合調度使用，屬於馬公供水系統。
東衛水庫完工後近幾年因蓄水成效不佳，陸續有民眾提出廢除東衛水庫之意見，並歸還當初形成庫容區之可耕作田地，然而澎湖地區觀光發展蓬勃與人口持續增加，常態性缺水狀況仍無解除，因此主管之台水公司無法貿然決定將水庫廢除。
2018年7月澎湖地區面臨雨少乾旱的狀態，於該年7月31日有民眾發現東衛水庫以乾涸見底狀況，擔憂缺水狀況再現，對此台水公司表示，東衛水庫乾涸狀況實為台水公司刻意將水庫蓄水抽乾，以防重蹈興仁水庫因缺水下降至呆水位，而出現嚴重優養化，導致大量死魚傳出惡臭，綠藻孳生影響水質的狀況。

## 設施
東衛水庫屬於利用天然凹地地形擷取地面積水與雨水形成庫容區，蓄水面積約1.3平方公里，滿水位面積8.1公頃，總蓄水容量達19萬1,000立方公尺，年計畫供水量三十八萬公噸。
水庫大壩與副壩採混凝土重力壩形式，並採自由溢流堰將過多蓄水排放至澎湖內海，溢洪道最大溢洪量每秒52立方公尺，大壩長247.5公尺，壩頂標高9.5公尺，副壩長232.1公尺，左岸50公尺、右岸182.1公尺，滿水位標高7.25公尺。